# فرانك هيلر
فرانك هيلر (بالسويدية: Frank Heller)‏ (و. 1886 – 1947 م) هو كاتب، وكاتب سيناريو سويدي، توفي في مالمو، عن عمر يناهز 61 عاماً.

## وصلات خارجية
- فرانك هيلر على موقع IMDb (الإنجليزية)
- فرانك هيلر على موقع أول موفي (الإنجليزية)
- فرانك هيلر على موقع قاعدة بيانات الأفلام السويدية (السويدية)
- فرانك هيلر على موقع قاعدة بيانات الفيلم (الإنجليزية)
- فرانك هيلر على موقع كينوبويسك (الروسية)